# تپه‌اختر
تپه‌اخترها مرغ مگس‌هایی از سردهٔ Oreotrochilus هستند. آنها بومی رشته‌کوه‌های آند در آمریکای جنوبی هستند.
تپه‌اخترهای Urochroa ارتباط نزدیکی با هم ندارند.
سردهٔ آنها دارای هفت گونه است:
بسیاری از تپه‌اخترها عمدتاً از درختچه‌هایی از سردهٔ گیاه آندی چوکیراگا (Chuquiraga) تغذیه می‌کنند و برخی از گونه‌ها ممکن است محدود به آنها باشند.
این سرده تحت گونه‌زایی ناهمجا قرار گرفته است.